# Hemmadaga, Khanapur
Hemmadaga là một làng thuộc tehsil Khanapur, huyện Belgaum, bang Karnataka, Ấn Độ.